# George Ashlin
George Coppinger Ashlin (né en 1837, mort en 1921) est un architecte irlandais, particulièrement connu pour ses églises et cathédrales.

## Biographie

### Jeunesse
Ashlin naquit le 28 mai 1837, dans une maison nommée « Carrigrenane », à Little Island, dans le comté de Cork. Il reçut une première éducation au Collège de Saint-Servais à Liège. Durant son séjour au collège Sainte-Marie d’Oscott (1851-1855), dans la création duquel Augustus Pugin avait été impliqué, il étudia le dessin et la perspective et développa son intérêt pour l’architecture. Entre 1856 et 1860, il fit son stage chez Edward Welby Pugin (fils du précédent, et dont il épousa la sœur, Marie, en 1860) et en 1858 il entre à la Royal Academy Schools à Londres.

### Carrière
Lorsqu’en 1859, Edward Welby Pugin remporta le concours de l’église Saint-Pierre-et-Saint-Paul de Cork, il choisit Ashlin comme partenaire pour la gestion des chantiers en Irlande ; Ashlin gardera ce poste jusqu’aux alentours de 1870. Les travaux portent principalement sur le domaine ecclésiastique ; le remodelage en 1869 du château d’Enniscorthy pour Isaac Newton Wallop (1825 † 1891), 5e comte de Portsmouth, fut le plus important projet domestique.
Ils travaillèrent sur quelque 25 édifices religieux. L’église augustinienne Saint-Augustins-et-Saint-Jean, à Dublin, Thomas Street (commandée en 1860 et ouverte en 1874), dans un style inspiré par l’architecture française, fut l’une de leurs créations les plus remarquables. Le site est en pente vers la rivière, de sorte que l’entrée est au niveau de la rue tandis que la nef et le chœur dominent largement les rues avoisinantes, créant un effet dramatique renforcé par le clocher tors.
Leurs églises de campagne, en grande majorité dans les comtés de Wexford, de Cork et de Kerry, furent plus simples, avec des plans en forme de croix latines, un travail de taille de la pierre recherché, et de simples campenards. 
La commande la plus importante menée en Irlande par Pugin et Ashlin fut la construction de la cathédrale Saint-Colman de Cobh (construite entre 1869 et 1919).
Le partenariat se rompit en 1870, et Ashlin pratiqua alors en son nom. Durant cette période, il dessina de nombreuses églises, dont l’église dominicaine Sainte-Marie Madeleine de Drogheda.

## Œuvres

### Cathédrales catholiques
- Décoration intérieure de la cathédrale catholique Saint-Patrick d’Armagh, tirant parti en 1904 de la double architecture de ce bâtiment (tour à tour édifié par Thomas Duff et James Joseph McCarthy (en)).
- Cathédrale Saint-Colman de Cobh
- Co-cathédrale Saint-Patrick de Skibbereen
- Cathédrale Saint-Patrick-et-Saint-Colman de Newry
- Travaux importants dans la cathédrale Sainte-Marie de Killarney (réalisée tour à tour par Augustus Pugin et James Joseph McCarthy (en)), dont l’allongement de la nef et la création d’une nouvelle sacristie, en 1907.
- Flèche de la cathédrale Saint-Eugène de Derry (le reste de l’édifice étant de James Joseph McCarthy (en)), en accompagnement de l’architecte local E.J. Toye[2], également responsable[3] du Lumen Christi College (en) et de l’église de Pennyburn[4].
- Cathédrale Saint-Mel de Longford
- Cathédrale Notre-Dame-de-l’Assomption de Thurles

### Églises catholiques
- Église catholique de Kileavey
- Église catholique de Kilrush
- Église catholique de St. Patrick’s
- Église catholique de Ballyhooly
- Église catholique de Fermoy
- Église catholique de Mallow
- Église catholique de Midleton
- Église catholique de Clonakilty
- Église catholique de Monkstown
- Église catholique de Carrick
- Église catholique de Balbriggan
- Église catholique de Rush
- Église catholique de Ballybrack
- Église catholique de Dundrum
- Église catholique d’Inchicore
- Église catholique de Rathfarnham
- Église catholique de Brosna
- Église catholique de Cahirciveen
- Église catholique de Tralee
- Église catholique de Ballingarry
- Église catholique de Kilfinane
- Église catholique de Kilmallock
- Église catholique d’Edgeworthstown
- Église catholique de Dundalk
- Église catholique de Carrig-on-Suir
- Église catholique d’Emly
- Église Saint-Pierre-et-Saint-Paul de Clonmel
- Église catholique de Lattin
- Église catholique de Nenagh[réf. nécessaire]
- Église catholique de Templemore
- Église catholique de Templetouhy
- Église catholique de Clonlea
- Église Notre-Dame-de-l’Assomption (The Church of the Assumption) de Delvin
- Église catholique Saint-Liévin (St Livinus) de Killulagh
- Église catholique de Balloughter
- Église catholique de Ballymurn
- Église dominicaine de Newry
- Église dominicaine de Tralee
- Église dominicaine de Drogheda
- Église dominicaine de Dundalk

### Divers
- Adelaide Memorial Church, Myshall,
- SS Peter and Paul’s, Cork[5]
- Holy Trinity, Cork[6]
- St. Finbar’s West, Cork
- Good Shepherd Convent, Cork
- Clonmeen, Banteer,
- Loreto and Presentations Convents, Fermoy
- AIB Midleton,
- Couvent de Miséricorde, Skibbereen,
- St. Mary of the Angels, Dublin,
- Convent School, Portland Row, Dublin
- Carmelite Church, Aungier St. Dublin
- 28 Fitzwilliam Pl., Dublin
- St. Audoen’s, Dublin
- SS Augustine and John, Dublin
- 7, Westmoreland St., Dublin,
- Belcamp Hall,
- Castleknock College[7]
- Dominican Convent, Cabra
- St. Anne’s Clontarf
- All Hallow’s, Drumcondra,
- Redemptoristine Convent Drumcondra
- St. Patrick’s Training College
- Glasnevin Cemetery
- St. Joseph’s Phibsborough
- Mental Hospital, Portrane
- C of I Raheny
- Blackrock College, Dublin
- Mount Anville
- St. George’s Killiney
- Chapelle du prieuré dominicain à Tallaght (l’édifice étant de McCarthy (en))
- Château de Tulira
- Château d'Ashford
- Clongowes Woods
- St. Patrick’s College, Maynooth
- St Kieran's College, Kilkenny
- Presentation Church Limerick
- Redemptorist Church, Dundalk
- Netterville Almshouses
- Convent of Mercy Birr
- Rockwell College, Cashel
- Mooresfort
- Couvent de Miséricorde, Tipperary
- Château de Clonyn
- Greville Nugent Mausoleum

Attributions
- Mausolée de Monivea ;
- Palais épiscopal de Killarney ;
- Chapelle de Costello ;
- Rathangan.